# Fracție volumică
Fracția volumică e o modalitate de reprezentare a compoziției unui amestec. Este convenabilă utilizarea sa la soluții de polimeri sau/și coloidale, a suspensiilor. În amestecurile de gaze ideale are valoare egală cu fracția molară. În amestecurile omogene neideale suma fracțiilor volumice este diferită de unu. Un exemplu de amestec neideal e dat de amestecul apă-alcool etilic la care procentul volumic poate fi indicat de alcoolmetru.
{\displaystyle \phi _{i}} = {\displaystyle {\frac {V_{i}}{\sum _{j=1}^{l}V_{j}}}={\frac {V_{i}}{V_{\Sigma }}}}
E diferită de raport volumic prin termenul de la numitor care e volumul solventului.
{\displaystyle \phi _{i,j}} = {\displaystyle {\frac {V_{i}}{V_{j}}}}
Suma fracțiilor volumice ale tuturor componenților unei soluții este 1.

## Relația cu concentrația volumică
Concentrația volumică funcție de fracțiile volumice e:
{\displaystyle \varphi _{i}={\frac {\phi _{i}\cdot \rho }{\sum _{j=1}^{J}(\phi _{j}\cdot \rho _{j}^{0})}}}

## Mărimi înrudite
- Fracție molară
- Fracție masică
- Molalitate
- Concentrație volumică